# Kulturåret 1804

## Händelser
- Okänt datum - Amalia von Helvig väljs in i Konstakademien.

## Nya verk
- Friedrich Schillers drama Wilhelm Tell.

## Födda
- 13 januari - Paul Gavarni (död 1866), fransk tecknare.
- 21 januari - Moritz von Schwind (död 1871), tysk-österrikisk målare och grafiker.
- 28 januari - Carl Johan Billmark (död 1870), svensk litograf och tecknare.
- 5 februari - Johan Ludvig Runeberg (död 1877), finlandssvensk författare, Finlands nationalskald.
- 21 februari - Charles-Joseph Traviès (död 1859), schweiziskfödd fransk konstnär.
- 1 mars - Franz Hanfstaengl (död 1877), tysk tecknare, litograf och fotograf.
- 11 maj - Karl Vilhelm Nordgren (död 1857), svensk konstnär.
- 6 juni - Carl Anton Wetterbergh (död 1889), svensk författare och läkare.
- 1 juli - George Sand (död 1876), pseudonym för Aurore Dudevant, född Dupin, fransk författare och feminist.
- 2 juli - Theodor Hildebrandt (död 1874), tysk målare.
- 4 juli - Nathaniel Hawthorne (död 1864), amerikansk författare.
- 8 september - Eduard Mörike (död 1875), tysk poet och prosaförfattare.
- 3 november - Constantin Hansen (död 1880), dansk målare.
- 11 november - Johannes Magnusson (död 1875), svensk lantbrukare, konstnär, poet, uppfinnare och orgelbyggare.
- 10 december - Eugène Sue (död 1857), fransk romanförfattare.
- 21 december - Benjamin Disraeli (död 1881), brittisk politiker och författare.
- 23 december - Charles Augustin Sainte-Beuve (död 1869), fransk politiker, skald och litteraturkritiker.

## Avlidna
- 16 mars - Henrik Gabriel Porthan (född 1739), finländsk historiker och författare.
- 14 november - Agathe Deken (född 1741), nederländsk diktare och författare.
- okänt datum - Marie Louise Marcadet (född 1758), fransk operasångerska.
- okänt datum - Marguerite Morel (född 1737), fransk ballerina.